# (7766) Jododaira
(7766) Jododaira  es un asteroide del cinturón principal perteneciente al cinturón de asteroides, región del sistema solar que se encuentra entre las órbitas de Marte y Júpiter.
Fue descubierto el 23 de enero de 1991 por Kin Endate y Kazuro Watanabe desde el Observatorio de Kitami.

## Designación y nombre
Designado provisionalmente como 1991 BH2, Se llama así por el lugar donde se celebraron las primeras fiestas estelares realmente grandes en Japón, los "Festivales Estelares de Chiro", de 1975 a 1984. Jododaira (1600 m sobre el nivel del mar) está cerca de la cima del monte Azuma, un famoso volcán en la prefectura de Fukushima, en el noreste de Japón. Después de la violenta erupción del volcán en 1893, Percival Lowell subió a la montaña para investigar el resultado de la erupción. Cien años después, se estableció allí un observatorio astronómico que está abierto al público.

## Características orbitales
Jododaira está situado a una distancia media del Sol de 3,061 ua, pudiendo alejarse hasta 3,294 ua y acercarse hasta 2,829 ua. Su excentricidad es 0,076 y la inclinación orbital 11,006 grados. Emplea 1956,54 días en completar una órbita alrededor del Sol.
Los próximos acercamientos a la órbita de Júpiter ocurrirán el 7 de enero de 2069, el 31 de octubre de 2117 y el 9 de julio de 2127.
Pertenece a la familia de asteroides de (221) Eos.

## Características físicas
La magnitud absoluta de Jododaira es 12,94. 